# Супер весёлый вечер
«Супер весёлый вечер» (англ. Super Fun Night) — американский телесериал, созданный Ребел Уилсон, которая также является исполнительным продюсером и играет главную роль. В центре сюжета находятся три неуверенные в себе подруги-неудачницы, которые вместе пытаются весело провести пятничные вечера. Сериал выйдет на ABC в сезоне 2013—2014 годов и будет транслироваться начиная с осени в девять тридцать вечера, после ситкома «Американская семейка», начиная со 2 октября. 9 мая 2014 года канал закрыл сериал после одного сезона.

## Производство
Сериал изначально разрабатывался для канала CBS в сезоне 2012-13, однако проект так и не получил зелёный свет. В июне 2012 года ABC объявил, что заинтересован пилотом и близок к его покупке, но вместо многокамерного, превратит его в однокамерный ситком, без закадрового смеха. В сентябре канал дал зелёный свет на съемки пилотного эпизода, а место режиссёра занял Джон Ригги.
В ходе переработки пилота для ABC был произведен повторный кастинг на основные роли и только Ребел Уилсон осталась играть в нём. В ноябре 2012 года Лиза Лапира и Лорен Эш получили две ведущие роли напротив Уилсон, а Кевин Бишоп, снявшийся в оригинальном пилоте, повторил свою роль. 10 мая 2013 года ABC дал пилоту зелёный свет и заказал съемки сериала для трансляции в сезоне 2013-14 годов.
В ходе дальнейшего развития в актёрском составе произошли небольшие перемены. Келен Коулман была уволена сразу после пилотного эпизода, а её место, в аналогичной роли заняла австралийская комедиантка Кейт Дженкинсон. 1 ноября канал заказал еще четыре эпизода, к оригинальным тринадцати.

## Актёры и персонажи
- Ребел Уилсон — Кимми
- Лиза Лапира — Хелен-Элис
- Лорен Эш — Марика
- Кейт Дженкинсон — Кендалл
- Келен Коулман — Фелисити
- Кевин Бишоп — Ричард
- Алан Ричсон — Джейсон